# Franco Fontana (scenografo)
Franco Fontana, talvolta anche come Franco Fontana Arnaldi (...) è uno scenografo italiano.
Ha lavorato su una ventina di film nel cinema italiano come scenografo, arredatore e direttore artistico per più di 20 anni dal 1948 al 1970.

## Filmografia

### Scenografo
- Se fossi deputato, regia di Giorgio Simonelli (1949)
- Maracatumba... ma non è una rumba!, regia di Edmond Lozzi (1949)
- Amori e veleni, regia di Giorgio Simonelli (1952)
- Bellezze a Capri, regia di Adelchi Bianchi (1952)
- Viva la rivista!, regia di Enzo Trapani (1953)
- Infame accusa, regia di Giuseppe Vari (1953)
- Core furastiero, regia di Armando Fizzarotti (1953)
- L'orfana del ghetto, regia di Carlo Campogalliani (1954)
- Brevi amori a Palma di Majorca, regia di Giorgio Bianchi (1959)
- Mani in alto, regia di Giorgio Bianchi (1961)
- La violenza e l'amore, regia di Adimaro Sala (1965)

### Arredatore
- Accidenti alla guerra!..., regia di Giorgio Simonelli (1948)
- Tre storie proibite, regia di Augusto Genina (1952)
- Mamma perdonami!, regia di Giuseppe Vari (1953)
- Una donna libera, regia di Vittorio Cottafavi (1954)
- Canzone proibita, regia di Flavio Calzavara (1956)
- Mamma sconosciuta, regia di Carlo Campogalliani (1956)
- Il grido, regia di Michelangelo Antonioni (1957)
- Le bellissime gambe di Sabrina, regia di Camillo Mastrocinque (1958)
- La notte del grande assalto, regia di Giuseppe Maria Scotese (1959)

### Direttore artistico
- Viva il cinema!, regia di Giorgio Baldaccini e Enzo Trapani (1952)
- Tunisi top secret, regia di Bruno Paolinelli (1959)
- Femmine di lusso, regia di Giorgio Bianchi (1960)
- Colpo gobbo all'italiana, regia di Lucio Fulci (1962)
- Copacabana Palace, regia di Steno (1962)
- Il sole scotta a Cipro (The High Bright Sun), regia di Ralph Thomas (1965)
- Andremo in città, regia di Nelo Risi (1966)
- OK Connery, regia di Alberto De Martino (1967)
- I vendicatori dell'Ave Maria, regia di Bitto Albertini (1970)

### Assistente scenografo
- Maddalena, regia di Augusto Genina (1954)

### Costumista
- La bisarca, regia di Giorgio Simonelli (1950)